# Kulan (askkopp)

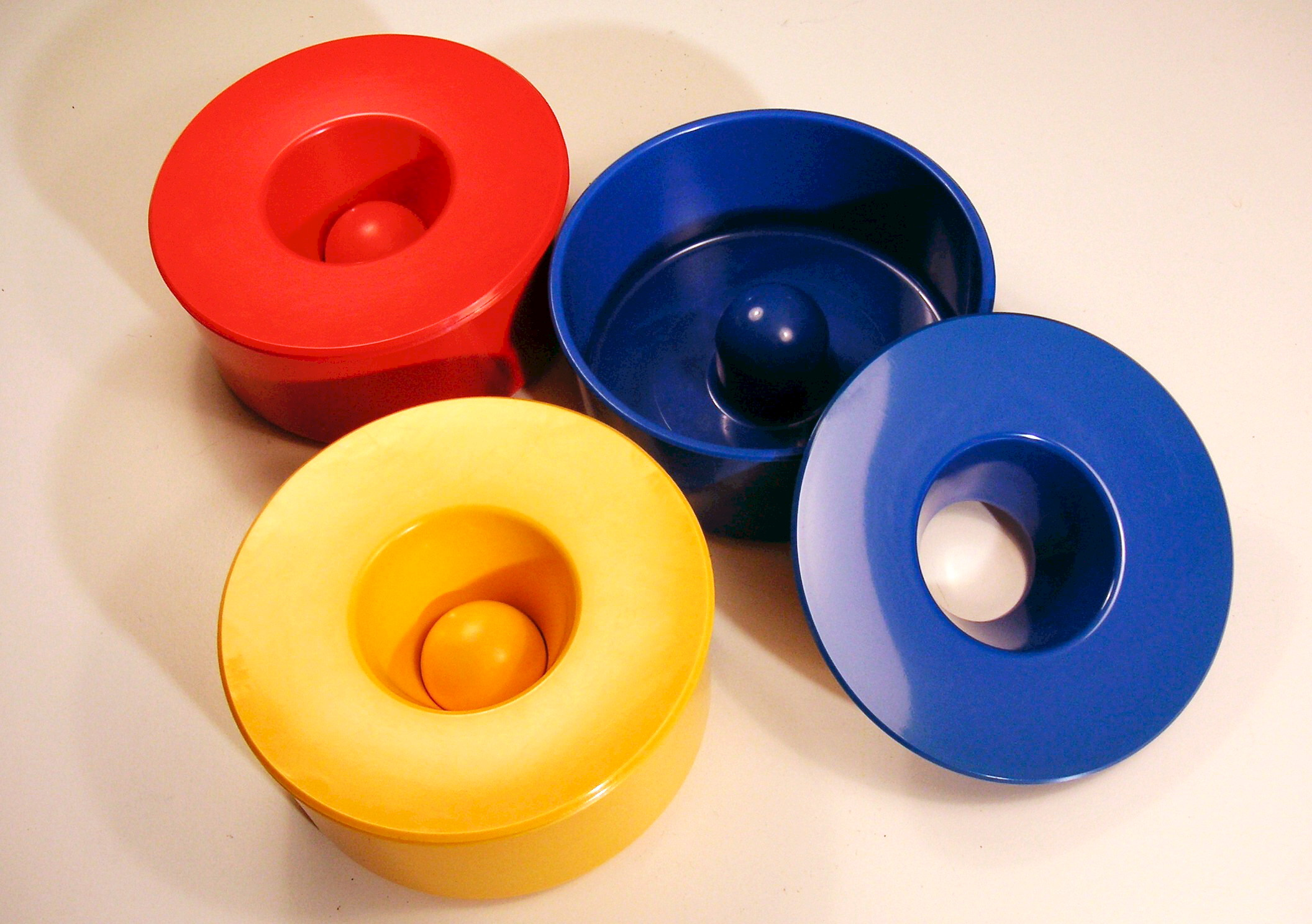
Gunnar Larsons "kulan" från 1970 (tillverkad av Gustavsberg)

Kulan var en askkopp av plastmaterialet melamin som tillverkades av Gustavsbergs porslinfabrik på 1970-talet. På Bauhausskola i Tyskland hade det formgivits en liknande modell på 1920-talet.
Idén till en askkopp med denna form härstammar från 1920-talets Bauhausskola i Weimar. I metallverkstaden där arbetade Marianne Brandt och Wilhelm Wagenfeld. Han skapade den s.k. Wagenfeldt-lampan, en bordslampa i glas. Hon formgav bland annat olika servisdelar, te- och kaffekoppar, lampor och även en askkopp i metall, med en "kula" i mitten, där cigaretten kunde släckas. Lyfte man på det något trattformade och tättslutande locket, föll aska och fimp ner i behållaren.
År 1969 ritade konstnären Gunnar Larson (keramikern Lisa Larsons make, som då var verksam på Gustavsberg) den moderna varianten av "Kulan" utan att känna till Bauhausmodellen. Den första prototypen var tillverkad av kartong, en pingisboll och maskeringstejp. Prototypen presenterades för fabriksledningen, som genast tände på förslaget. 
Kulan tillverkades i många färger i den värmebeständiga hårdplasten melamin. När Gustavsberg upphörde med sin produktion, fortsatte AB Ensto-Idealplast med tillverkningen. Askkoppen kulan är 60 mm hög och 130 mm i diameter.
I slutet av 1990-talet blev Gunnar Larson anklagad av Alessi att hans askkopp var ett plagiat av Marianne Brandts askkopp från 1926. Tvisten ledde till rättegång, Larson vann målet.